# Unforgettable Fire Tour
The Unforgettable Fire Tour fue una gira musical realizada por la banda de rock irlandesa U2 durante 1984 y 1985 promocionando su nuevo álbum de igual nombre The Unforgettable Fire (1984) por Europa y Estados Unidos.
La gira consistió en 84 conciertos (sin incluir los de la minigira previa titulada "Under Australian Skies"), en los que se recaudaron unos 98 millones de dólares. Gracias a este caótico tour U2 ganó una innumerable cantidad de nuevos fanes, que fueron acercándose a la banda luego de la mundialmente conocida actuación en el Live Aid.

## Setlist recurrente
1. 11 O'Clock Tick Tock
2. I Will Follow
3. Seconds
4. MLK
5. The Unforgettable Fire
6. Wire
7. Sunday Bloody Sunday
8. A Sort Of Homecoming
9. Two Hearts Beat As One
10. The Electric Co.
11. Bad
12. October
13. New Year's Day
14. Pride (In the Name of Love)
15. Out of Control
16. Gloria
17. Party Girl
18. 40

### Canciones más tocadas
- Pride (In the Name of Love) (107 veces)
- 40 (106 veces)
- Sunday Bloody Sunday (106 veces)
- Gloria (105 veces)
- New Year's Day (105 veces)
- October (105 veces)
- I Will Follow (104 veces)
- Seconds (104 veces)
- The Cry (104 veces)
- The Electric Co. (104 veces)
- 11 O'Clock Tick Tock (101 veces)
- The Unforgettable Fire (99 veces)
- Bad (88 veces)
- MLK (86 veces)
- A Sort Of Homecoming (85 veces)
- Wire (81 veces)
- Party Girl (69 veces)
- Two Hearts Beat as One (57 veces)
- Surrender (36 veces)
- Knockin' on Heaven's Door (28 veces)

## Historia

### Under Australian Skies
La gira constó de cinco etapas, aunque algunos creen que fueron seis, debido a que antes del lanzamiento del disco, la banda realizó una pequeña gira bautizada como "Under australian skies" (Bajo cielos australianos), por Australia y Nueva Zelanda, en donde se estrenaron prematuramente algunos temas de este disco, antes de ser oficialmente lanzado al mercado; esta pequeña gira se realizó principalmente debido a un compromiso que la banda tenía con el mercado australiano debido a que nunca hasta ese momento habían pisado esas tierras, y por sobre todas las cosas por la gran demanda de conciertos en vivo que en estos países ocurría.
El setlist de esta pequeña gira, era muy similar al del War Tour, añadiéndose "Pride (In The Name Of Love)", "Wire", "The Unforgettable Fire" y "A Sort Of Homecoming". La banda visitó bajo este minitour las ciudades australianas de Sídney, Brisbane, Melbourne, Adelaida y Perth; y las ciudades de Christchurch, Wellington y Auckland, en Nueva Zelanda, que además, como dato de interés, fue allí donde conocieron a Greg Carrol, quien se uniría a la banda como ayudante personal de Bono, y que años más tarde perdería la vida en un accidente en motocicleta, siendo dedicado a su memoria el futuro álbum de la banda The Joshua Tree (1987).
| Fecha                    | País          | Ciudad       | Lugar                           |
| 29 de agosto de 1984     | Nueva Zelanda | Christchurch | Town Hall                       |
| 31 de agosto de 1984     | Nueva Zelanda | Wellington   | Show Building                   |
| 1 de septiembre de 1984  | Nueva Zelanda | Auckland     | Logan Campbell Centre           |
| 2 de septiembre de 1984  | Nueva Zelanda | Auckland     | Logan Campbell Centre           |
| 4 de septiembre de 1984  | Australia     | Sídney       | Entertainment Centre            |
| 5 de septiembre de 1984  | Australia     | Sídney       | Entertainment Centre            |
| 6 de septiembre de 1984  | Australia     | Sídney       | Entertainment Centre            |
| 8 de septiembre de 1984  | Australia     | Sídney       | Entertainment Centre            |
| 9 de septiembre de 1984  | Australia     | Sídney       | Entertainment Centre            |
| 11 de septiembre de 1984 | Australia     | Brisbane     | Festival Hall                   |
| 13 de septiembre de 1984 | Australia     | Melbourne    | Sports and Entertainment Centre |
| 14 de septiembre de 1984 | Australia     | Melbourne    | Sports and Entertainment Centre |
| 15 de septiembre de 1984 | Australia     | Melbourne    | Sports and Entertainment Centre |
| 17 de septiembre de 1984 | Australia     | Melbourne    | Sports and Entertainment Centre |
| 18 de septiembre de 1984 | Australia     | Melbourne    | Sports and Entertainment Centre |
| 20 de septiembre de 1984 | Australia     | Adelaida     | Apollo Entertainment Centre     |
| 21 de septiembre de 1984 | Australia     | Adelaida     | Apollo Entertainment Centre     |
| 23 de septiembre de 1984 | Australia     | Perth        | Entertainment Centre            |
| 24 de septiembre de 1984 | Australia     | Perth        | Entertainment Centre            |

### 1º Etapa: Europa
El comienzo de la gira "Unforgettable Fire Tour" fue inicialmente planeado para el 1 de octubre de 1984 en Róterdam, Holanda, pero debido al retraso en la grabación del disco, y a la filmación del video del primer sencillo "Pride", la banda tuvo muy poco tiempo para ensayar las nuevas canciones, hecho que derivó en la postergación de la fecha de lanzamiento del tour, en la reprogramación de los primeros conciertos para el mes de enero de 1985, y en la cancelación definitiva de algunos otros como por ejemplo el de España, lo que hubiese sido la primera visita de la banda a ese país, programada para el 21 de octubre de 1984 en la ciudad de Barcelona.
Finalmente el día 18 de octubre se dio inicio a la primera etapa del tour, en el Espace Tony Garnier en la ciudad de Lyon en Francia. El escenario contaba con un telón blanco de fondo, donde se proyectaban imágenes de la canción que daba nombre al álbum. Cabe aclarar que aun posponiendo varios días el comienzo de este tour, las nuevas canciones sonaban muy débiles en vivo, produciendo algunos abucheos al finalizar el concierto. Esta primera etapa llevó a la banda por las ciudades de Lyon, Marsella, Toulouse, Burdeos, Nantes y París en Francia; Bruselas en Bélgica; Róterdam en Holanda; Londres, Mánchester y Birmingham en Inglaterra; Edinburgo y Glasgow en Escocia y Dortmund en Alemania, siendo éste el bootleg de un concierto realizado en el tour, grabado en el Westfalenhalle Arena en un festival transmitido por la Televisión Alemana.
| Fecha                   | País           | Ciudad     | Lugar               |
| 18 de octubre de 1984   | Francia        | Lyon       | Espace Tony Garnier |
| 19 de octubre de 1984   | Francia        | Marsella   | Marseilles Stadium  |
| 20 de octubre de 1984   | Francia        | Toulouse   | Palais de Sports    |
| 22 de octubre de 1984   | Francia        | Burdeos    | Pattinoire          |
| 23 de octubre de 1984   | Francia        | Nantes     | St. Herblain        |
| 25 de octubre de 1984   | Francia        | París      | Espace Ballard      |
| 27 de octubre de 1984   | Bélgica        | Bruselas   | Vorst National      |
| 28 de octubre de 1984   | Bélgica        | Bruselas   | Vorst National      |
| 30 de octubre de 1984   | Países Bajos   | Róterdam   | Sportpaleis Ahoy    |
| 31 de octubre de 1984   | Países Bajos   | Róterdam   | Sportpaleis Ahoy    |
| 2 de noviembre de 1984  | Inglaterra     | Londres    | Brixton Academy     |
| 3 de noviembre de 1984  | Inglaterra     | Londres    | Brixton Academy     |
| 5 de noviembre de 1984  | Escocia        | Edimburgo  | Playhouse           |
| 6 de noviembre de 1984  | Escocia        | Glasgow    | Barrowlands         |
| 7 de noviembre de 1984  | Escocia        | Glasgow    | Barrowlands         |
| 9 de noviembre de 1984  | Inglaterra     | Mánchester | Apollo Theatre      |
| 10 de noviembre de 1984 | Inglaterra     | Mánchester | Apollo Theatre      |
| 12 de noviembre de 1984 | Inglaterra     | Birmingham | NEC Arena           |
| 14 de noviembre de 1984 | Inglaterra     | Londres    | Wembley             |
| 15 de noviembre de 1984 | Inglaterra     | Londres    | Wembley             |
| 19 de noviembre de 1984 | Checoslovaquia | Praga      | Estadio Strahov     |
| 21 de noviembre de 1984 | Alemania       | Dortmund   | Westfalenhalle      |

### 2º Etapa: Norteamérica
El 1 de diciembre se inició la segunda etapa del Unforgettable Fire Tour, en el Teatro Tower de Upper Darby. Esta fue una etapa bastante reducida que recorría los teatros más importantes de las ciudades estadounidenses de Upper Darby, Worcester, Nueva York, Washington, Detroit, Cleveland, Chicago, San Francisco y Los Ángeles, en este último en el famosísimo Long Beach, además de la ciudad de Toronto en Canadá. Durante su paso por los Estados Unidos, en cada concierto de U2 siempre hubo algún pequeño disturbio, debido a que ya los teatros y arenas empezaban a quedarles chicos a la banda. El más grande altercado se dio en el concierto realizado el 3 de diciembre en el Radio City Music Hall de New York, donde un guardia de seguridad del recinto golpeó fuertemente a un fan de las primeras filas, tras lo que la banda reaccionó deteniendo el concierto, y luego The Edge rompió guitarra contra el suelo, Larry Mullen arrojó los palillos, y Bono insultó muy fuertemente a los encargados de la seguridad del lugar por lo que había sucedido.
| Fecha                   | País           | Ciudad           | Lugar                 |
| 1 de diciembre de 1984  | Estados Unidos | Upper Darby      | Tower Theatre         |
| 2 de diciembre de 1984  | Estados Unidos | Worcester        | The Centrum           |
| 3 de diciembre de 1984  | Estados Unidos | Nueva York       | Radio City Music Hall |
| 5 de diciembre de 1984  | Estados Unidos | Washington D. C. | Constitution Hall     |
| 7 de diciembre de 1984  | Canadá         | Toronto          | Massey Hall           |
| 8 de diciembre de 1984  | Estados Unidos | Detroit          | Fox Theater           |
| 9 de diciembre de 1984  | Estados Unidos | Cleveland        | Music Hall            |
| 11 de diciembre de 1984 | Estados Unidos | Chicago          | Aragon Ballroom       |
| 15 de diciembre de 1984 | Estados Unidos | San Francisco    | Civic Auditorium      |
| 16 de diciembre de 1984 | Estados Unidos | Long Beach       | Long Beach Arena      |

### 3º Etapa: Europa
La tercera etapa de la gira se inició el 23 de enero de 1985, en el Drammenshale Arena en la ciudad de Drammen en Noruega, la que sería la etapa donde la mayoría de los conciertos habían sido reprogramados tras el retraso en las grabaciones del disco. Esta etapa llevó a U2 por las ciudades de Drammen en Noruega; Estocolmo y Gotemburgo en Suecia; Hamburgo, Offenbach, Colonia, Mannheim y Múnich en Alemania; París en Francia; Zúrich en Suiza y Milán y Bolonia en Italia, siendo estas las primeras presentaciones de la banda en ese país. Este segmento de la gira se desarrolló sin mayores sobresaltos, culminando el 10 de febrero en un lleno total de las instalaciones del Palais Omnisports de Bercy de París en Francia, donde llegaron innumerables autobuses repletos de fanes de la banda provenientes del Reino Unido.
| Fecha                 | País     | Ciudad     | Lugar                            |
| 23 de enero de 1985   | Noruega  | Drammen    | Drammenshale                     |
| 25 de enero de 1985   | Suecia   | Estocolmo  | Ice Stadium                      |
| 26 de enero de 1985   | Suecia   | Gotemburgo | Scandinavium                     |
| 28 de enero de 1985   | Alemania | Hamburgo   | Congress Centre                  |
| 29 de enero de 1985   | Alemania | Offenbach  | Stadthalle                       |
| 31 de enero de 1985   | Alemania | Colonia    | Sporthalle                       |
| 1 de febrero de 1985  | Alemania | Mannheim   | Musensaal                        |
| 2 de febrero de 1985  | Alemania | Múnich     | Rudi-Sedlmayer-Halle             |
| 4 de febrero de 1985  | Italia   | Milán      | Teatro Tenda Lampugnano          |
| 5 de febrero de 1985  | Italia   | Bolonia    | Teatro Tenda                     |
| 6 de febrero de 1985  | Italia   | Bolonia    | Teatro Tenda                     |
| 8 de febrero de 1985  | Suiza    | Zúrich     | Hallenstadion                    |
| 10 de febrero de 1985 | Francia  | París      | Palais Omnisports de Paris-Bercy |

### 4º Etapa: Norteamérica
Dos semanas después se iniciaba la cuarta etapa del Unforgettable Fire Tour, nuevamente por Norteamérica, aunque esta vez de forma más extensa, recorriendo las ciudades estadounidenses de Dallas, Austin, Houston, Phoenix, Los Ángeles, Daly City, Denver, Minneapolis, Chicago, Detroit, Richfield; Nueva York, Providence, Uniondale, Landover, Pittsburgh, Hampton, East Rutherford, Worcester, Hartford, Filadelfia, Atlanta, Jacksonville, Tampa, Fort Lauderdale y Honolulu (Hawái) y visitando las ciudades canadienses de Montreal, Toronto y Ottawa. La demanda esta vez fue muchísimo mayor, pasando de las arenas, a los estadios descubiertos. La banda, en afán de no dejar a nadie fuera del concierto, decidió eliminar el telón blanco del escenario, para que los asientos ubicados detrás de él, pudieran ser aprovechados, por lo que no se proyectaron las imágenes que caracterizaban al tour, y con esto la banda se convirtió en el centro de la atención absoluta del espectáculo, por lo que gran cantidad de fanes invadieron reiteradas veces el escenario durante los conciertos.
El mayor incidente de esta etapa, se dio lugar en el concierto realizado el día 1 de marzo de 1985, en el Compton Terrace de Phoenix, el concierto más extenso de todo el tour. Como consecuencia de la gran euforia que la banda desataba, el público empezó a empujarse violentamente entre sí, con el afán de llegar lo más adelante posible. Esta situación creó poco a poco un ambiente hostil entre el público, desatándose finalmente una fuerte pelea entre ellos durante la interpretación de "The Unforgettable Fire", en donde Bono explotó de ira, dando un abrupto fin a la canción, y decidiendo posteriormente interpretar "Pride (In The Name Of Love)" para pacificar los ánimos, siendo este uno de los dos únicos conciertos en donde se interpretó el tema "Pride" dos veces en un mismo recital.
| Fecha                 | País           | Ciudad          | Lugar                          |
| 25 de febrero de 1985 | Estados Unidos | Dallas          | Reunion Arena                  |
| 26 de febrero de 1985 | Estados Unidos | Austin          | Frank Erwin Center             |
| 27 de febrero de 1985 | Estados Unidos | Houston         | The Summit                     |
| 1 de marzo de 1985    | Estados Unidos | Phoenix         | Compton Terrace                |
| 2 de marzo de 1985    | Estados Unidos | Los Ángeles     | Sports Arena                   |
| 4 de marzo de 1985    | Estados Unidos | Los Ángeles     | Sports Arena                   |
| 5 de marzo de 1985    | Estados Unidos | Los Ángeles     | Sports Arena                   |
| 7 de marzo de 1985    | Estados Unidos | Daly City       | Cow Palace                     |
| 8 de marzo de 1985    | Estados Unidos | Daly City       | Cow Palace                     |
| 11 de marzo de 1985   | Estados Unidos | Honolulu        | Neal Blaisdell Center Arena    |
| 17 de marzo de 1985   | Estados Unidos | Denver          | McNichols Sports Arena         |
| 19 de marzo de 1985   | Estados Unidos | Minneapolis     | Minneapolis Auditorium         |
| 21 de marzo de 1985   | Estados Unidos | Chicago         | University Pavillion           |
| 22 de marzo de 1985   | Estados Unidos | Chicago         | University Pavillion           |
| 23 de marzo de 1985   | Estados Unidos | Detroit         | Joe Louis Arena                |
| 25 de marzo de 1985   | Estados Unidos | Richfield       | Richfield Coliseum             |
| 27 de marzo de 1985   | Canadá         | Montreal        | The Forum                      |
| 28 de marzo de 1985   | Canadá         | Toronto         | Maple Leaf Gardens             |
| 30 de marzo de 1985   | Canadá         | Ottawa          | Civic Center                   |
| 1 de abril de 1985    | Estados Unidos | Nueva York      | Madison Square Garden          |
| 2 de abril de 1985    | Estados Unidos | Provicence      | Civic Center                   |
| 3 de abril de 1985    | Estados Unidos | Uniondale       | Nassau Coliseum                |
| 8 de abril de 1985    | Estados Unidos | Landover        | Capital Centre                 |
| 9 de abril de 1985    | Estados Unidos | Pittsburgh      | Civic Arena                    |
| 10 de abril de 1985   | Estados Unidos | Hampton         | Hampton Coliseum               |
| 12 de abril de 1985   | Estados Unidos | East Rutherford | Brendan Byrne Arena            |
| 14 de abril de 1985   | Estados Unidos | East Rutherford | Brendan Byrne Arena            |
| 15 de abril de 1985   | Estados Unidos | East Rutherford | Brendan Byrne Arena            |
| 16 de abril de 1985   | Estados Unidos | Worcester       | The Centrum                    |
| 18 de abril de 1985   | Estados Unidos | Worcester       | The Centrum                    |
| 19 de abril de 1985   | Estados Unidos | Worcester       | The Centrum                    |
| 20 de abril de 1985   | Estados Unidos | Hartford        | Civic Center                   |
| 22 de abril de 1985   | Estados Unidos | Filadelfia      | The Spectrum                   |
| 23 de abril de 1985   | Estados Unidos | Hartford        | Civic Center                   |
| 24 de abril de 1985   | Estados Unidos | Filadelfia      | The Spectrum                   |
| 29 de abril de 1985   | Estados Unidos | Atlanta         | The Omni                       |
| 30 de abril de 1985   | Estados Unidos | Jacksonville    | Jacksonville Memorial Coliseum |
| 2 de mayo de 1985     | Estados Unidos | Tampa           | Sun Dome                       |
| 3 de mayo de 1985     | Estados Unidos | Fort Lauderdale | Hollywood Sportatorium         |
| 4 de mayo de 1985     | Estados Unidos | Fort Lauderdale | Hollywood Sportatorium         |

### 5º Etapa: Europa yLive Aid
Como ya era común desde hace unos años, la última etapa del "Unforgettable Fire Tour" se realizó en los festivales europeos, que al igual que en las anteriores giras, October Tour y War Tour. En esta etapa U2 asistió a los festivales de Adenau - Koblenz, Stuttgart y Münster en Alemania; Basilea en Suiza; Milton Keynes y en el Estadio de Wembley en Inglaterra (este último en la aparición del festival benéfico Live Aid, organizado por el activista irlandés Bob Geldof), el Torhout Festival y el Festival Grounds ambos de Bélgica y dos conciertos en Irlanda, uno mítico y gigante en el famoso Croke Park ante 55 mil personas el 29 de junio de 1985 y otro más pequeño en un festival llamado Lark By The Lee Festival el día 25 de agosto, ambas presentaciones en la ciudad irlandesa de Cork.
| Fecha                | País       | Ciudad        | Lugar                           |
| 25 de mayo de 1985   | Alemania   | Adenau        | Nurburgring Racecourse          |
| 26 de mayo de 1985   | Alemania   | Stuttgart     | Neckarstadion                   |
| 27 de mayo de 1985   | Alemania   | Münster       | Freigelaende Halle Muensterland |
| 1 de junio de 1985   | Suiza      | Basilea       | St. Jakob Park                  |
| 22 de junio de 1985  | Inglaterra | Milton Keynes | Milton Keynes Bowl              |
| 29 de junio de 1985  | Irlanda    | Dublín        | Croke Park                      |
| 6 de julio de 1985   | Bélgica    | Torhout       | Torhout Festival                |
| 7 de julio de 1985   | Bélgica    | Werchter      | Festival Grounds                |
| 13 de julio de 1985  | Inglaterra | Londres       | Wembley                         |
| 25 de agosto de 1985 | Irlanda    | Cork          | Lark by The Lee Festival        |

## Teloneros
Red Rockers y Lone Justice abrieron los conciertos de la gira en la primera etapa realizada en Norteamérica.